# Aleksandra Badeńska
Aleksandryna Luiza Amalia Fryderyka Elżbieta Zofia (ur. 6 grudnia 1820 w Karlsruhe; zm. 20 grudnia 1904 w zamku Callenberg) - księżna Sachsen-Coburg-Gotha.

## Życie

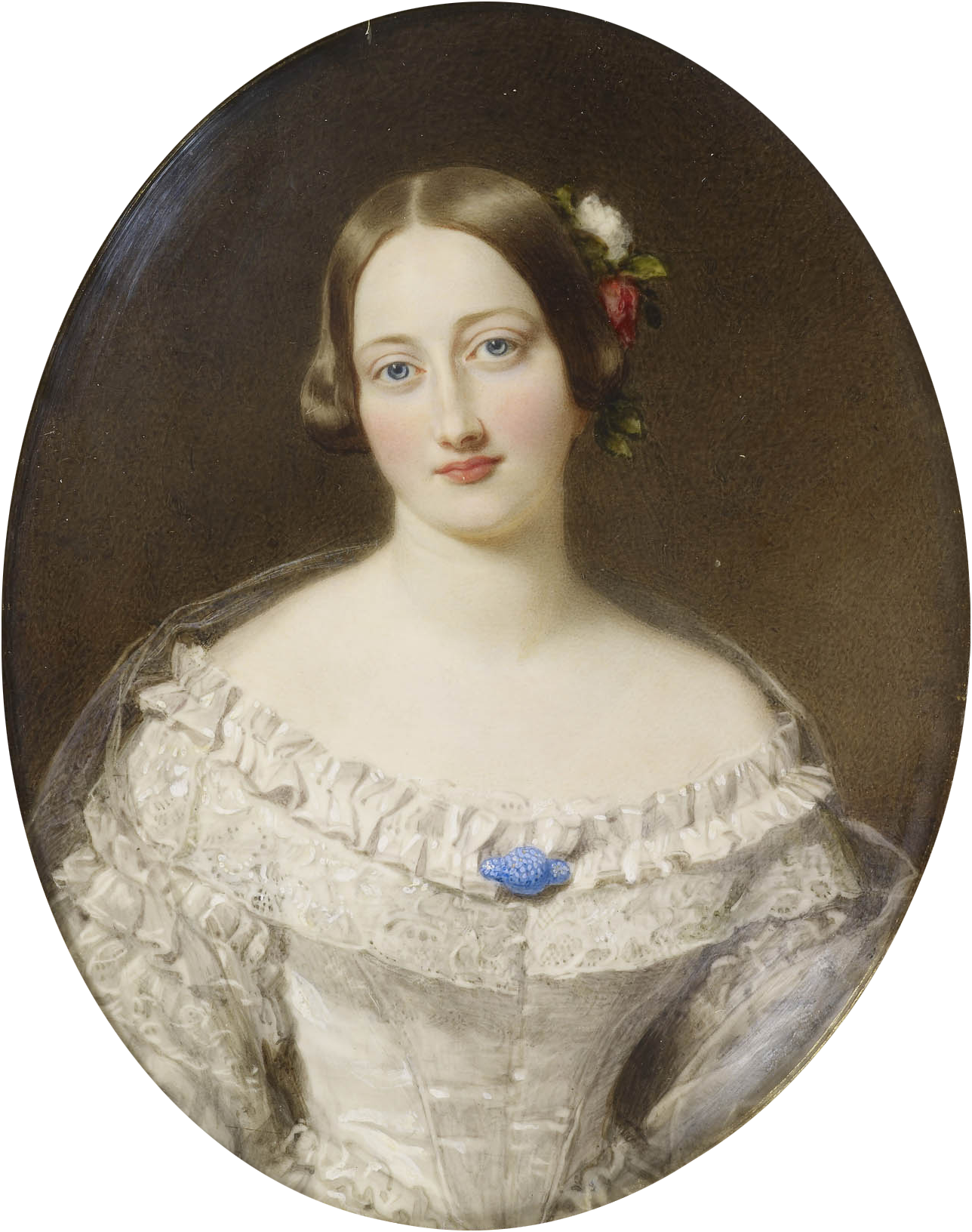
Aleksandra Badeńska, 1848 rok

Aleksandryna była najstarszą córką Leopolda, wielkiego księcia Badenii (1790–1852), i jego żony, księżniczki Zofii Wilhelminy von Holstein-Gottorp (1801–1865), córki Gustawa IV, króla Szwecji.
3 maja 1842 w Karlsruhe wyszła za mąż za księcia Ernesta II Sachsen-Coburg-Gotha (1818–1893), który odziedziczył księstwo po swym ojcu, Erneście I, w 1844 roku. Ernest był bratem księcia Alberta, małżonka Wiktorii, królowej Wielkiej Brytanii. Małżeństwo nie miało dzieci.